# Турция на «Евровидении-1986»
Турцию на конкурсе песни Евровидение 1986, который прошел в Бергене (Норвегия), представила группа Klips ve Onlar с песней «Halley». Набрав в финале 53 очка, они заняли 9 место.

## Исполнитель
Klips ve Onlar — турецкая группа в восьмидесятых, играющая в стиле электро-поп. Членами коллектива являлись Севингюл Бахадыр (Sevingül Bahadır), Гюр Акад (Gür Akad), Эмре Тукур (Emre Tukur), Дерья Бозкурт (Derya Bozkurt) и Седен Кутлубай (Seden Kutlubay). Но Седен Кутлубай отказалась участвовать в конкурсе. По слухам, это было связано с тем, что во время конкурсной недели она должна была сдавать экзамены, и ещё её друг был против участия, поэтому она была заменена на Джандан Эрчетин.

## Национальный отбор
Национальный отбор прошел 15 марта 1986 года в Анкаре на канале TRT. Участие в отборе приняли 4 участника. Победителя выбирало национальное жюри из 16 человек. По итогам голосования две песни набрали по 8 очков. Чтобы все же выявить победителя, было проведено повторное голосование, и в итоге победила группа Klips ve Onlar с песней «Halley».
| Исполнитель       | Песня           | Голоса | Место |
| ----------------- | --------------- | ------ | ----- |
| Klips ve Onlar    | Halley          | 8      | 1     |
| Seyyal Taner      | Dünya           | 8      | 1     |
| Nil Burak and Ibo | Yaşa yaşa       | 0      | 3     |
| Nilüfer           | Bu film bitmeli | 0      | 3     |

## Финал
В финале конкурса приняло участие 20 стран. Набрав 53 очка, Klips ve Onlar заняли 9 место. Это был самый высокий результат страны на конкурсе с начала её участия в 1975. Он был превзойден только в 1997 году, когда Шебнем Пакер заняла 3 место.

## Критика на конкурсе
Российский специалист по конкурсу Евровидение Антон Кулаков дал такую оценку песне:

Электро-поп отдающийся этническими штучками только в вокалах певиц. Они периодически срываются.

Также он высказал своё мнение и по поводу выступления:

Вокал в этник-агрессивном стиле. Ударник, клавишник и гитарист проделывают довольно резкие движения мимо ритма. Очень весело.

## Примечание
1. ↑  Национальный отбор в Турции
2. ↑  Обзоры конкурса «Евровидение» от Антона Кулакова. Берген-1986. Дата обращения: 22 ноября 2008. Архивировано 20 ноября 2008 года.